# Hesperophantia rectangularis
Hesperophantia rectangularis är en insektsart som först beskrevs av Melichar 1902.  Hesperophantia rectangularis ingår i släktet Hesperophantia och familjen Flatidae. Inga underarter finns listade i Catalogue of Life.